# Massacre de Cuangar
L'anomenada massacre de Cuangar va tenir lloc a l'anomenat Forte de Cuangar situat a la vila i municipi de Cuangar, a la província de Cuando Cubango, a Angola. En la matinada del 31 d'octubre de 1914 el fort va ser l'escenari d'un enfrontament entre les forces portugueses i alemanyes, del que va resultar la mort de la major part de la guarnició portuguesa.

## Història
Constituït en un lloc militar de guarnició per forces portugueses a l'inici del segle xx, era seu de la Capitania-Mor do Cuamato.
En el context de la Primera Guerra Mundial va ser atacat per una força de l'Imperi Alemany amb metralladores pesades, delmant la guarnició, en el que es coneix com "la matança de Cuangar".
L'assalt va tenir lloc la matinada del 31 d'octubre de 1914, por una força de 20 homes, sota el comandament del capità de cavalleria de reserva Wilhem Lehmann, comandant militar de Grootfontein, assistit per un grup de 10 alemanys del lloc de Kuring-Kuru (en l'actualitat Nkurenkuru), fronterer al lloc portuguès de Cuangar amb metralladores, homes de la policia indígena i nombrosos guerrers del soba Ananga.
Va sorprendre la guarnició portuguesa, van morir dos oficials (un d'ells el capitão-mor do Baixo-Cubango, tinent Joaquim Ferreira Durão), un sergent, cinc soldats europeus i alguns indígenes, i el negociant Nogueira Machado. La resta de la guarnició es va dispersar pel bosc fins a arribar, al cap d'uns dies, a la posició de Caiundo.
Després del saqueig i incendi de Cuangar, les forces alemanyes van atacar les petites guarnicions portugueses de Bunja i Sambio, arribant fins a Dióico.